# Tachina nigrolineata
Tachina nigrolineata là một loài ruồi trong họ Tachinidae.